# Saint-Ferjeux
Saint-Ferjeux – miejscowość i gmina we Francji, w regionie Burgundia-Franche-Comté, w departamencie Górna Saona. Nazwa miejscowości pochodzi od imienia św. Ferucjusza, wspominanego razem ze św. Fereolem.
Według danych na rok 1990 gminę zamieszkiwało 98 osób, a gęstość zaludnienia wynosiła 55 osób/km² (wśród 1786 gmin Franche-Comté Saint-Ferjeux plasuje się na 645. miejscu pod względem liczby ludności, natomiast pod względem powierzchni na miejscu 1035.).